# Radosław Zaleski
Radosław Zaleski – polski fizyk, doktor habilitowany nauk fizycznych, specjalizuje się w fizyce doświadczalnej oraz fizyce jądrowej. Profesor uczelni w Instytucie Fizyki Wydziału Matematyki, Fizyki i Informatyki Uniwersytetu Marii Curie-Skłodowskiej.

## Życiorys
Pracę naukową rozpoczął w 2000 r. w Zakładzie Fizyki Jądrowej Instytutu Fizyki UMCS w Lublinie, w grupie zajmującej się anihilacją pozytonów. Pracę doktorską Anihilacja pozytonów w krzemionce uporządkowanej typu MCM-41 obronił w 2005 r. Habilitował się w 2014 r. na podstawie cyklu 17 publikacji naukowych poświęconych tematowi Wykorzystanie spektroskopii czasów życia pozytonów do badania struktury materiałów mezoporowatych oraz procesów zachodzących w ich porach.